# Daniele De Vezze
Daniele De Vezze (* 9. Januar 1980 in Rom) ist ein italienischer Fußballspieler. Der Mittelfeldspieler spielt zurzeit in der Serie B beim FC Turin.

## Karriere
De Vezze begann 1997 seine Karriere bei seinem Heimatverein AS Rom, für welche er allerdings erst im Februar 1999 beim 3:1-Sieg über Sampdoria Genua sein Debüt feiern konnte. 1999 ging er dann leihweise zur AC Savoia 1908 in die Serie B, um Spielpraxis zu sammeln. 2000 wurde er von der Roma an die US Palermo ausgeliehen, die ihn ein Jahr später fest unter Vertrag nahm. De Vezze wurde allerdings von Palermo sofort wieder an die SS Virtus Lanciano verliehen. Von 2002 an stand De Vezze dann innerhalb von zwei Jahren bei insgesamt drei Vereinen (AC Reggiana, AC Florenz und Ascoli Calcio) unter Vertrag. 2004 wechselte er wieder zu AC Reggiana zurück, wo er sich ins erste Team spielte und zwei Tore in 26 Spielen erzielte. 2005 ging er dann zum CFC Genua, wo er ebenfalls für eine Saison Stammspieler war, ehe er erneut wechselte. De Vezze ging diesmal zum FC Messina in die Serie A. Im Sommer 2007 folgte der obligatorische Wechsel: De Vezze ging zur AS Livorno. Auch dort hielt es ihn nicht lange und er wechselte nach einem Jahr zur AS Bari. Zur Saison 2010/11 wechselte er zum Zweitligisten FC Turin.